# DK system
Le dK system (2006), et dK2 (2008), sa deuxième version, est un jeu de rôle générique édité par John Doe sous licence ludique libre. C'est une consolidation du système créé pour le Jeu d'aventure de Lanfeust et du monde de Troy (2005), et donc un dérivé du d20 system.

## Principes de base
Le dK system s'appuie essentiellement sur deux principes :
- dans le d20 system, les caractéristiques en elles-mêmes ne jouent aucun rôle, ce sont concrètement leurs modificateurs — un bonus/malus allant de -5 à +5 — que l'on utilise ; dans le dK system, on s'affranchit donc de l'étape « détermination du modificateur à partir de la caractéristique » : la caractéristique est le modificateur, les caractéristiques vont donc de -5 à +5 (en fait, de 0 à +5 pour un personnage nouvellement créé) ;
- pour introduire des « coups du sort » — chance insolente, malchance, efforts surhumains —, les joueurs et le meneur de jeu disposent de dés de réserve qu'ils peuvent utiliser soit pour utiliser un atout (le dé est alors dépensé), soit pour ajouter son résultat à un jet ; ces dés sont appelés « dés de krâsse » ou « dK ».

Notons que le principe des dés de krâsse est inspiré des dés d'action (action dice) de SpyCraft 1.0 (2002).

## Ouvrages
- Le Grümph et Éric Nieudan (ill. Le Grümph, Aurélien Hubert), DK system, John Doe, décembre 2006, 144 p. (ISBN 2-916898-00-X)
- Matthieu Destephe, Jean-Baptiste Durand, Le Grümph et Yannick Polchetti (ill. Grégory Guilhaumond), Bestiaire monstrueux, John Doe, avril 2008, 64 p. (ISBN 978-2-916898-06-3)
- Jean-Baptiste Durand, Le Grümph et Yannick Polchetti (ill. Grégory Guilhaumond, Le Grümph), DK2, John Doe, septembre 2008, 128 p. (ISBN 978-2-916898-08-7)

## Jeux utilisant ce système
John Doe
- Mantel d'acier, adaptation de Cloak of Steel (James Desborough, Raven Morrison, Steven Mortimer, éd. Postmortem Studios, 2004)
- Plagues (Benoît Attinost, éd. John Doe, 2007)

Les XII Singes
- B.I.A.
- Every Day Is Halloween
- Khaos 1795
- Krystal
- Mahamoth
- Mississippi, Tales of the Spooky South
- Necropolice
- Project Pelican

Autres éditeurs et autoédition
- arKipels², adaptation d'Archipels (éd. Oriflam, 2001)
- Tsuvadra